# Walckenaeria atrotibialis
Walckenaeria atrotibialislà một loài nhện trong họ Linyphiidae. Chúng được Octavius Pickard-Cambridge miêu tả năm 1878.